# Verkehr in London

Netzkarte des Londoner Nahverkehrs

London ist Dreh- und Angelpunkt des Straßen-, Schienen- und Luftverkehrs im Vereinigten Königreich. Das Verkehrswesen der britischen Hauptstadt fällt in die direkte Zuständigkeit des Mayor of London, des Oberbürgermeisters, der die betrieblichen Belange an die Verkehrsgesellschaft Transport for London (TfL) delegiert. TfL übt die Kontrolle über den größten Teil des öffentlichen Personennahverkehrs aus. Dazu gehören der Betrieb von U-Bahnen, Stadtbussen, Stadtbahnen, Straßenbahnen und S-Bahnen (London Overground), nicht jedoch der Eisenbahnverkehr innerhalb von Greater London und der Flugverkehr. Darüber hinaus reglementiert TfL das Taxiwesen und ist für den Unterhalt der wichtigsten Hauptstraßen verantwortlich.

## U-Bahn, Stadtbahn und Straßenbahn

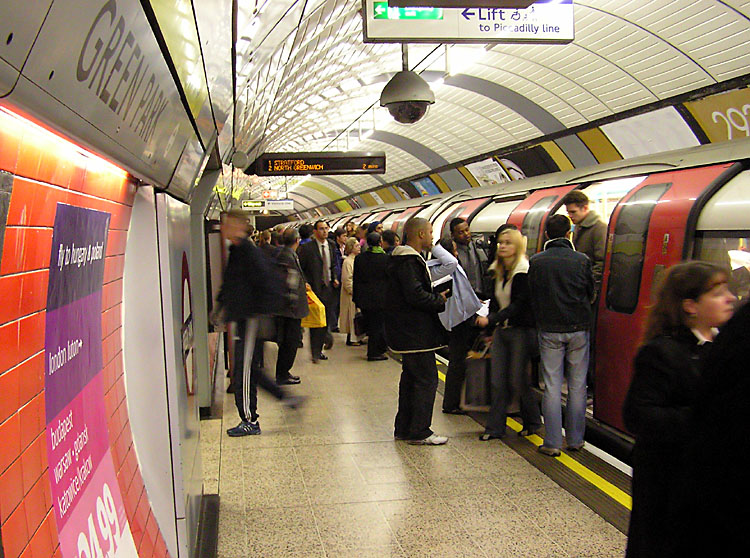
Zug der Jubilee Line in der Tube-Station Green Park

### London Underground

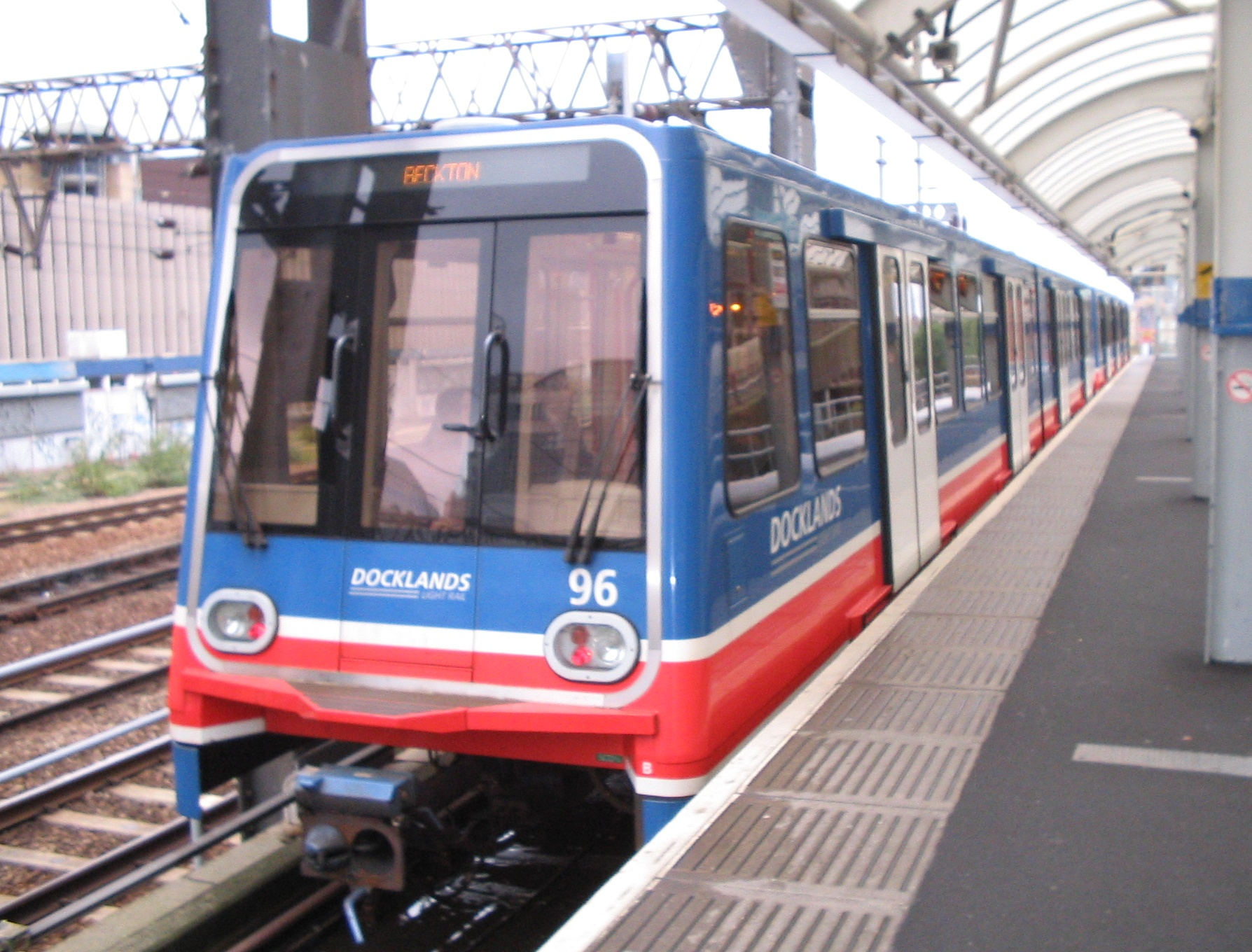
Zug der Docklands Light Railway in der Station Tower Gateway

Die London Underground ist das älteste U-Bahn-System der Welt; die erste Strecke wurde am 10. Januar 1863 eröffnet. Bis zu vier Millionen Fahrgäste benutzen täglich die Underground, was eine jährliche Summe von über 1,3 Milliarden ergibt. Die Underground umfasst elf Linien mit einer Gesamtlänge von 402 Kilometern und 272 Stationen. Außerhalb der Innenstadt verkehren die Linien meist an der Oberfläche, tatsächlich verlaufen nur 45 % aller Strecken in Tunneln.
Nördlich der Themse ist das U-Bahn-Streckennetz bedeutend dichter als im Süden. Dies ist das Resultat einer Kombination von ungünstiger Geologie, Konkurrenz der Bahngesellschaften in der Anfangsphase und der historisch gewachsenen Stadtstruktur, die sich lange Zeit auf Gebiete nördlich der Themse konzentrierte. Südlondon wird hauptsächlich von oberirdisch verkehrenden Eisenbahnen erschlossen.
Im U-Bahn-Netz Londons gibt es zwei verschiedene Systeme:
- Das Großprofil-Netz (Surface), das aus frühen Eisenbahnstrecken entstanden ist, und daher auch (bis auf Stromsystem und Signaltechnik) mit dem normalen Eisenbahn-Vorortnetz der Region kompatibel ist.
- Das „Tube“ (Röhre) genannte Kleinprofilnetz mit in der Innenstadt sehr tief liegenden, durch Schildvortrieb gebohrten Tunneln, die teilweise mehr als 40 Meter unter der Erdoberfläche liegen.

### Docklands Light Railway
Die Docklands Light Railway (DLR) ist eine fahrerlose Stadtbahn, die zu den Docklands im Osten Londons verkehrt. Sie ist zwar nicht Teil von London Underground, ergänzt aber deren Streckennetz, wendet das gleiche Tarifsystem an und besitzt eine Reihe von Umsteigemöglichkeiten. Das DLR-Netz ist insgesamt 31 Kilometer lang und umfasst 38 Stationen, wovon drei im Tunnel liegen. Die Stadtbahn, deren erstes Teilstück 1987 in Betrieb ging, wurde geplant und gebaut, um die Regenerierung der weitläufigen alten Hafenanlagen, die seit den 1960er-Jahren weitgehend verlassen waren, zu beschleunigen.
Teilweise dank des erfolgreichen Stadtentwicklungsprojekts Canary Wharf wurde das Streckennetz mehrmals erweitert und besteht nun aus fünf Teilstrecken. Sie verbinden die Isle of Dogs und die Royal Docks miteinander und führen in die City of London, nach Stratford und nach Lewisham. Die DLR bindet auch den London City Airport an. Mehrere Erweiterungen sind geplant oder bereits in Bau, darunter eine Flussquerung nach Woolwich.

Eine elektrische Straßenbahn im Kingsway-Tunnel um 1910

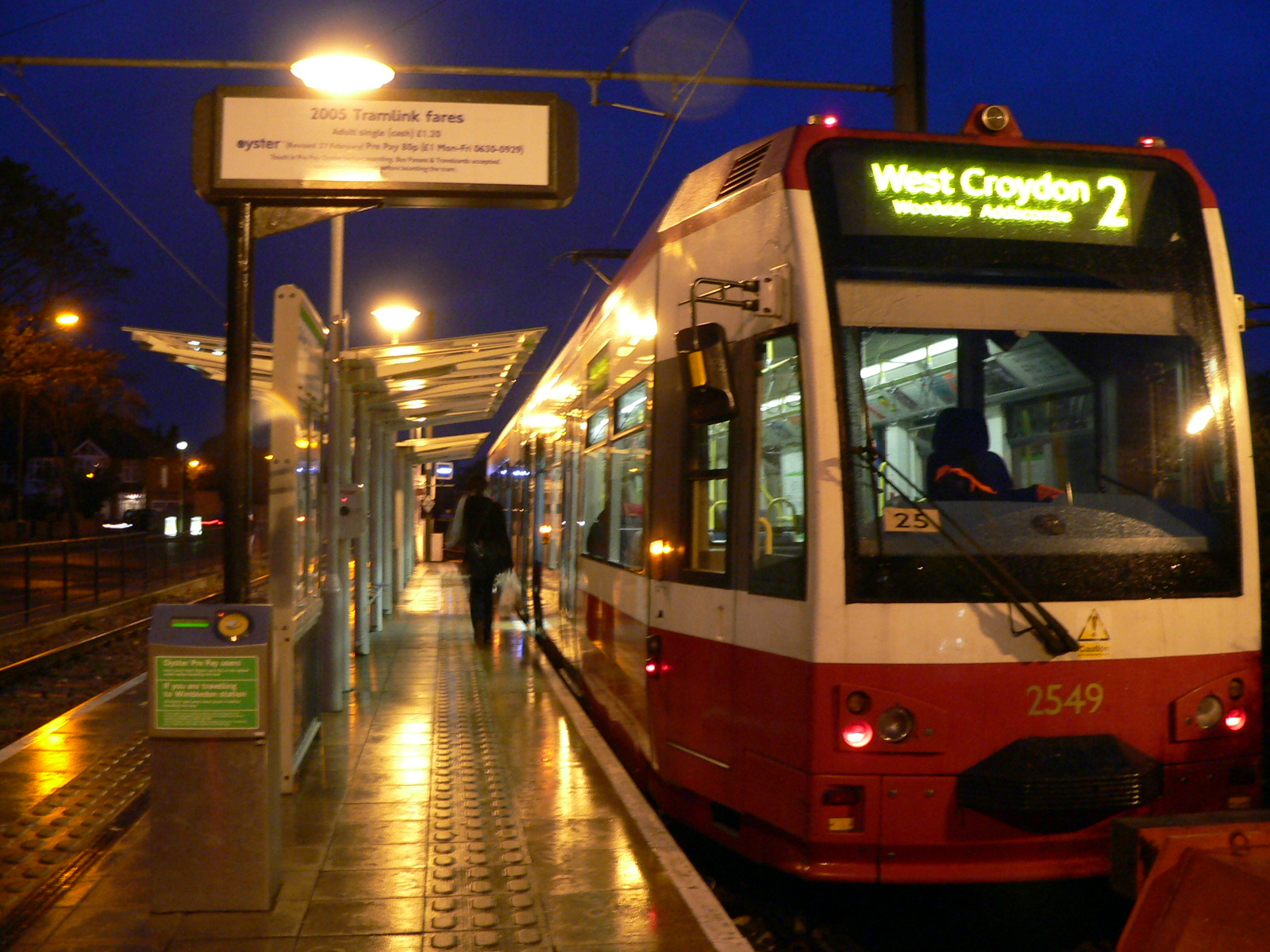
Tram beim Bahnhof Beckenham

### Straßenbahn
Am 23. März 1861 verkehrte die erste Pferdestraßenbahn auf Londons Straßen und am 4. April 1901 die erste elektrische Straßenbahn. In den 1930er- und 1940er-Jahren wurde begonnen, das weitreichende Streckennetz, das mit doppelstöckigen Wagen bedient wurde, auf Oberleitungsbus-Betrieb umzustellen. Durch die Umstände des Zweiten Weltkrieges wurden die letzten Straßenbahnen erst Anfang der 1950er-Jahre durch Buslinien, nun mit Dieselbussen, ersetzt; die letzte Fahrt fand am 5. Juli 1952 statt.
Nach einer Unterbrechung von fast 50 Jahren wurde am 10. Mai 2000 die Straßenbahn in Greater London wieder eingeführt. Das Tramlink genannte System verbindet das Zentrum des im Süden gelegenen Stadtbezirks London Borough of Croydon mit benachbarten Stadtteilen und mit Wimbledon.
Zwei weitere Straßenbahnstrecken befanden sich Anfang der 2000er-Jahre in Planung, hätten jedoch keine Verbindung zu Tramlink oder miteinander gehabt. West London Tram sollte entlang der wichtigen Hauptstraße Uxbridge Road im westlichen Teil der Stadt führen. Cross River Tram sollte mitten durch das Stadtzentrum führen (Camden Town / King’s Cross – Euston – Waterloo – Elephant & Castle – Brixton / Peckham). Eine Realisierung der Straßenbahnstrecken wurde jedoch 2007 bzw. 2008 verworfen.

## Eisenbahn

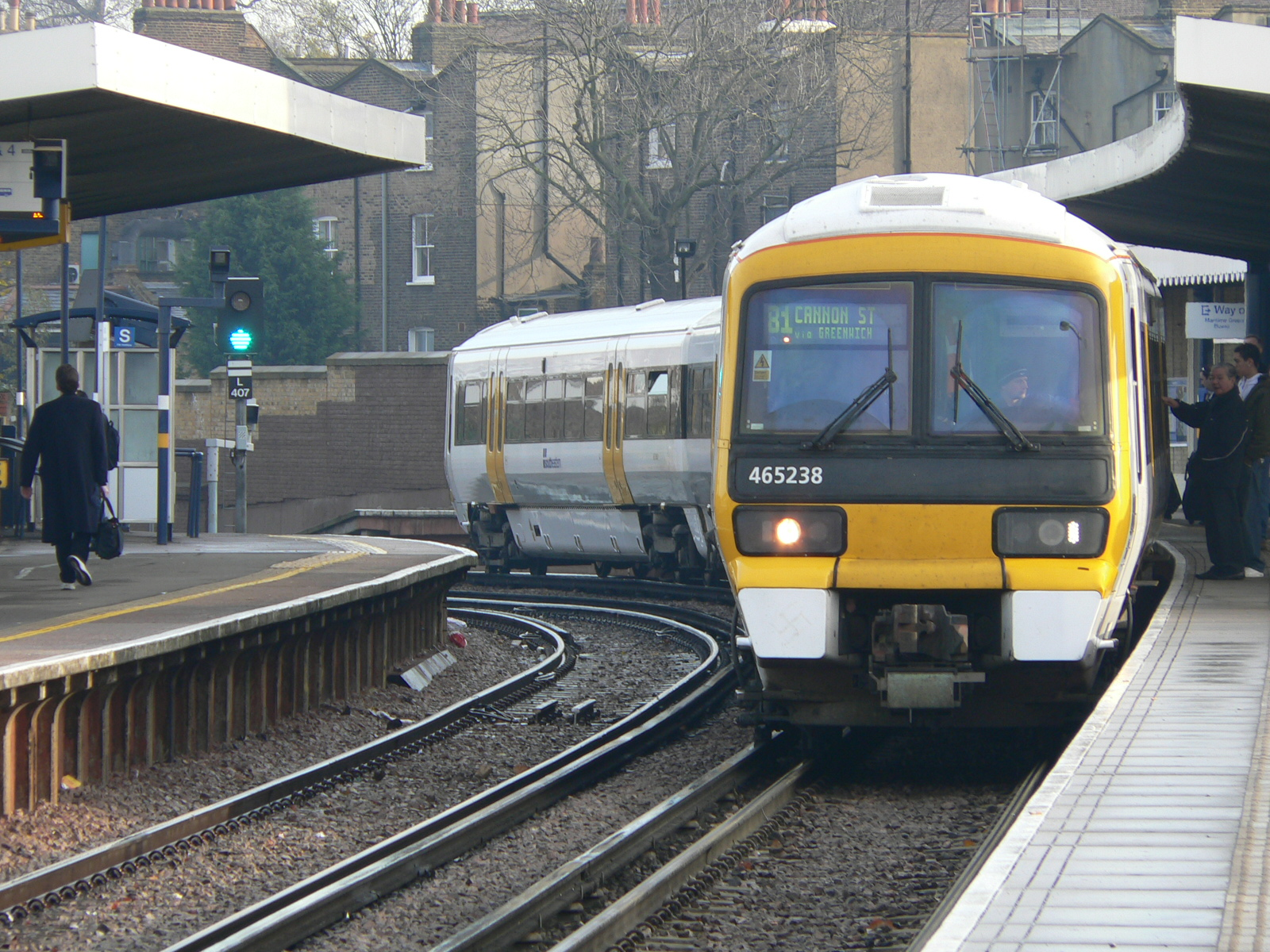
Vorortzug im Bahnhof Greenwich

London ist das Zentrum des britischen Eisenbahnnetzes. Von vierzehn Hauptbahnhöfen rund um die Innenstadt verkehren eine Vielzahl von Vorortzügen, Intercity-Zügen, Flughafenzubringern und internationalen Schnellzügen. Praktisch alle Stadtteile, die nicht von der Underground oder der Docklands Light Railway erschlossen sind, liegen an Eisenbahnstrecken, die zu einem der Hauptbahnhöfe führen.
Die Londoner Hauptbahnhöfe sind Euston, St Pancras und King’s Cross für Ziele im Norden, Moorgate, Liverpool Street und Fenchurch Street für Ziele im Nordosten, Charing Cross, Blackfriars, Cannon Street und London Bridge für Ziele im Südosten, Victoria und Waterloo für Ziele im Süden und Südwesten sowie Paddington und Marylebone für Ziele im Westen und Nordwesten.
Der Bahnhof Clapham Junction im Stadtteil Wandsworth ist außerhalb Großbritanniens zwar relativ unbekannt, jedoch mit 2000 Zugbewegungen täglich einer der meistbefahrenen Bahnhöfe Europas. Größter Güterbahnhof der Stadt ist Wembley Yard an der Strecke nach Nordwestengland über Rugby.

### Vorort-Eisenbahnen
Das radial ausstrahlende Eisenbahnnetz erschließt die Stadt selbst und die umliegende Metropolregion. Von jedem Kopfbahnhof verkehren Vorortzüge in ein bestimmtes Segment dieses Gebiets. Obwohl die großen Bahnhöfe die Endstation einer großen Mehrheit dieser Züge sind, gibt es einige wichtige Ausnahmen. Der bedeutende Hauptbahnhof London Bridge ist teilweise ein Durchgangsbahnhof, so dass zahlreiche Züge zu den zentraler gelegenen, aber kleineren Kopfbahnhöfen Cannon Street und Charing Cross verkehren können. Die Durchgangsgleise von London Bridge werden auch von den Thameslink-Zügen genutzt, die im Snow-Hill-Tunnel die Innenstadt durchqueren. Sie verbinden sowohl die südlichen und nördlichen Stadtteile miteinander als auch die weiter entfernt liegenden Städte Brighton und Bedford.
Zusätzlich zu den Radiallinien gibt es eine Reihe von Orbitallinien, die einzelne Sektoren der Stadt miteinander verbinden. Die West London Line verbindet den Westen Londons mit den südlichen Stadtteilen, dem Flughafen Gatwick und Brighton. Die North London Line umfährt die gesamte nördliche Innenstadt. Anfang der 2010er-Jahre wurde die East London Line zu einer Orbitallinie im Osten der Stadt ausgebaut; Fernziel ist die Verwirklichung einer Ringlinie in den inneren Vororten. Im November 2007 übernahm Transport for London diese Orbitallinien und fasste sie unter der Bezeichnung London Overground zusammen.
Mit Crossrail wurde 2022 ein 16 km langer Innenstadttunnel von Paddington über Liverpool Street in die Docklands in Betrieb genommen, auf der die Elizabeth Line verkehrt. Der Tunnel soll 2023 mit bestehenden Strecken verknüpft werden, um eine durchgehende Verbindung zwischen Vororten im Osten und Westen Londons durch das Stadtzentrum herzustellen.

### Intercity-Verbindungen

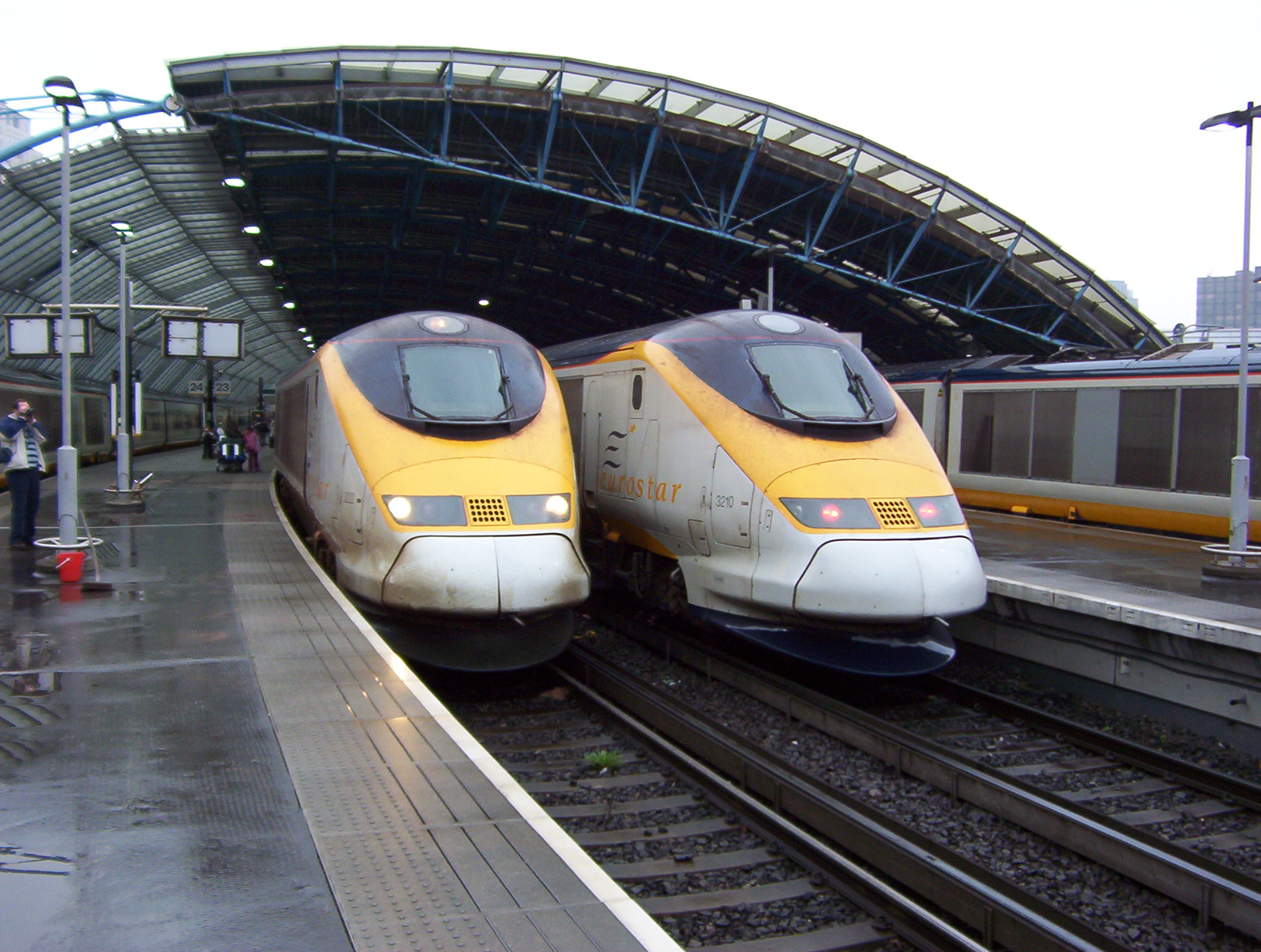
Eurostar-Zug im Bahnhof Waterloo

Langstrecken-Intercity-Züge verkehren nicht ab allen Hauptbahnhöfen, doch wie bei den Vorortzügen gibt es von jedem dieser Bahnhöfe Verbindungen in einen bestimmten Teil des Landes. Die wichtigsten InterCity-Endbahnhöfe sind Paddington (in den Westen Englands und nach Wales), Euston (in die West Midlands, nach Nordwestengland und den Westen Schottlands), St Pancras (in die East Midlands), Bahnhof King’s Cross (nach Nordostengland und in den Osten Schottlands) und Liverpool Street (nach East Anglia).

### Internationale Verbindungen
Internationale Zugverbindungen werden von der Gesellschaft Eurostar International angeboten. Deren Züge verkehren seit 2007 vom Bahnhof St Pancras über die Schnellfahrstrecke High Speed 1 und weiter durch den Eurotunnel nach Paris und Brüssel. Für die Hochgeschwindigkeitsstrecke wurden in London zwei neue Tunnel gebaut, zwischen denen der Bahnhof Stratford International liegt. Dort halten Hochgeschwindigkeits-Pendlerzüge nach Kent, jedoch keine Eurostar-Züge.

## Straßenverkehr

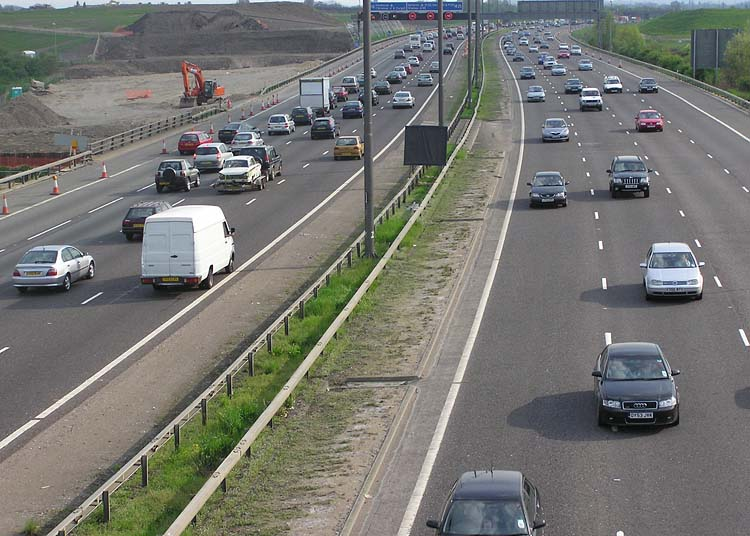
Die Autobahn M25 führt rund um Greater London

Die wichtigsten Fernverkehrsstraßen und Autobahnen treffen in London aufeinander (siehe auch Straßensystem in Großbritannien). Im Stadtzentrum wurden die meisten Straßen schon vor der Erfindung des Automobils gebaut und sind dementsprechend relativ eng, was zu häufigen Verkehrsstaus führt. Die ersten Versuche, diesen Missstand zu beheben, reichen bis in die 1740er-Jahre zurück, als die New Road durch die Felder nördlich der City of London führte und heute einen Teil der inneren Ringstraße bildet. Im 19. und 20. Jahrhundert entstanden weitere Durchgangsstraßen wie Victoria Embankment, Shaftesbury Avenue und Kingsway. In den 1920er- und 1930er-Jahren folgten mehrere Radialstraßen wie Western Avenue und Eastern Avenue. In der zweiten Hälfte des 20. Jahrhunderts planten die Stadtbehörden insgesamt vier Ringautobahnen, von denen jedoch nur die äußerste, die M25 motorway, verwirklicht wurde.

### Hauptverkehrsachsen

Gebiet von Großlondon

Auf Grund der Opposition, die den Autobahnplänen erwuchs, gibt es nur wenige richtungsgetrennte Hauptstraßen, die bis ins Stadtzentrum vorstoßen. Im Westen sind dies die A4 und die A40, im Osten die A12 und die A13. In den Außenbereichen von Greater London beginnen folgende Autobahnen: M1 nach Norden, M11 nach Nordosten, M2 und M20 nach Südosten, M23 nach Süden, M3 nach Südwesten, M4 nach Westen und M40 nach Nordwesten.
Es gibt drei Ringstraßen, die alle radial verlaufenden Straßen miteinander verbinden. Rund um das unmittelbare Stadtzentrum führt der Inner Ring. Die richtungsgetrennte A406 (North Circular Road) im Norden und die nicht-richtungsgetrennte A205 (South Circular Road) im Süden bilden in einem Radius von rund 10 Kilometern die zweite Ringstraße. Die M25 ist eine Ringautobahn, die am äußeren Rand des Ballungsgebietes verläuft.

### Congestion Charge
Im Februar 2003 führte Transport for London (TfL) die London Congestion Charge ein, eine Innenstadtmaut. Das Befahren der Mautzone in der Innenstadt mit Pkw und Lkw kostet 11,50 Pfund pro Tag. Ausgenommen sind Busse, Taxis, Feuerwehr, Polizei, Ambulanzen, Fahrräder, Motorräder sowie mit Alternativenergien betriebene Fahrzeuge. Seit der Einführung hat sich der motorisierte Verkehr um etwa ein Drittel reduziert.

### Low Emission Zone – LEZ
Seit dem 4. Februar 2008 ist überdies fast im gesamten Gebiet von Greater London eine Umweltzone (Low Emission Zone – LEZ) eingerichtet. Sie ist laut der Aufsichtsbehörde Transport for London die größte Umweltzone der Welt. Vom 4. Februar 2008 bis zum Januar 2012 wurden die Emissionshöchstwerte schrittweise angehoben. Weitere Informationen mit den genauen Gebietsgrenzen sind auf der Webseite zu finden.

### Ultra Low Emission Zone – ULEZ

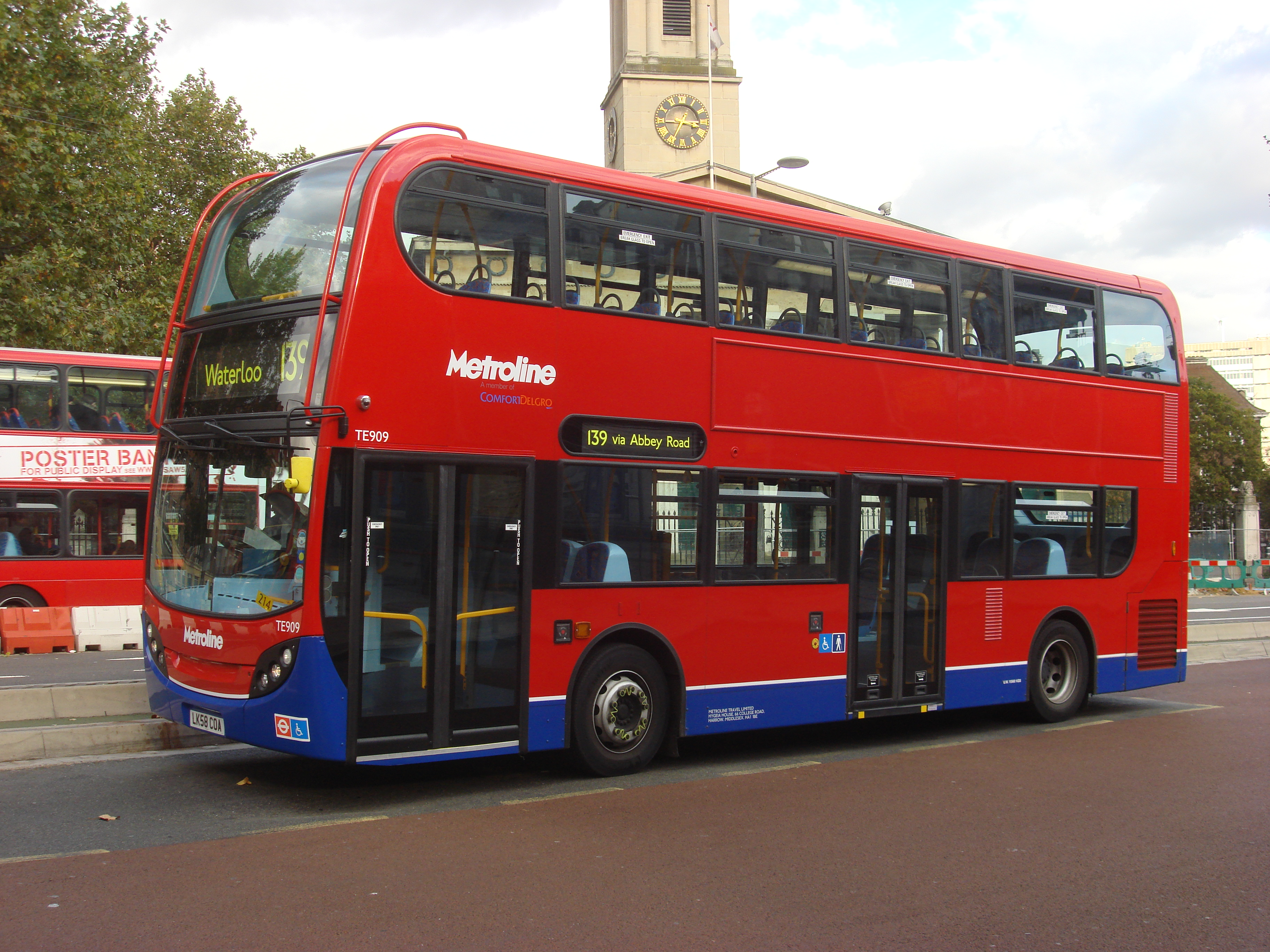
Ein moderner Doppeldeckerbus

Seit 29. August 2023 gehört das gesamte Gebiet von Greater London zur sogenannten Ultra Low Emission Zone (ULEZ). In dieser Zone gelten für Motorräder die Euro 3 Grenzwerte, für Benziner Euro 4, für Dieselfahrzeuge Euro 6. Von Fahrzeugen, welche diese Grenzwerte nicht einhalten, wird für das Fahren in der ULEZ eine tägliche Gebühr in der Höhe von 12,50 £ (Stand November 2023) eingehoben, zusätzlich zur Congestion Charge. Für Busse und den Schwerverkehrkehr gelten weiterhin die Regularien der Low Emission Zone (LEZ).

### Busse

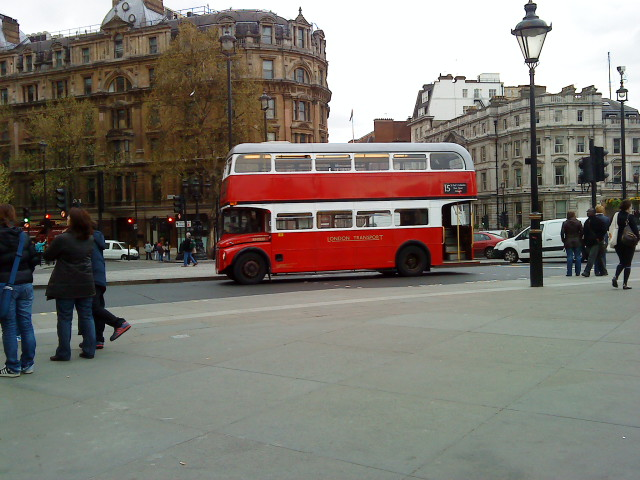
Ein historischer Routemaster

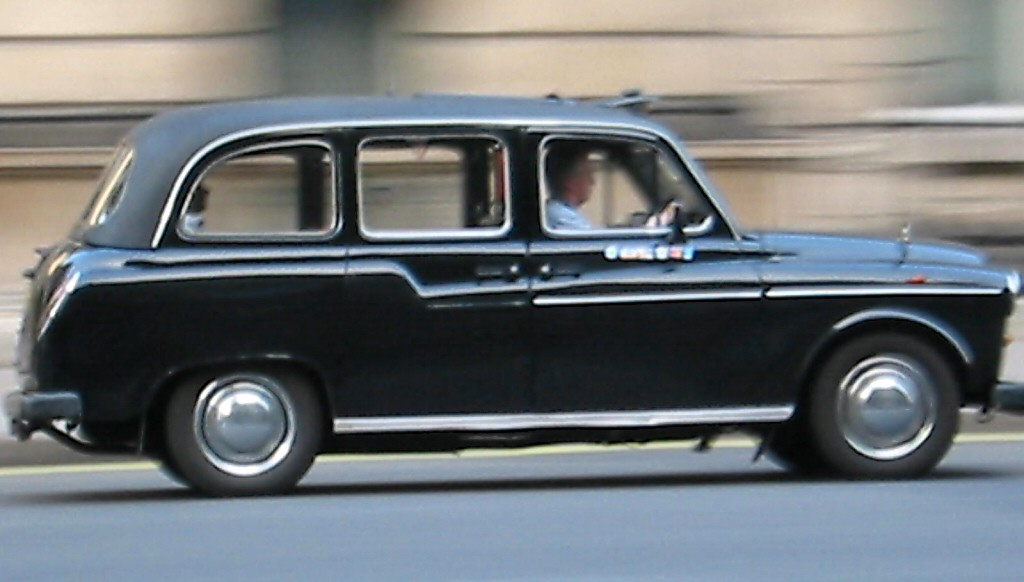
Die speziellen Taxis gehören zum Straßenbild

Siehe auch: Liste der Buslinien in London
Stadtbusse erschließen alle Teile der Stadt mit einem dichten Streckennetz. Es gibt mehr als 6800 Kurse auf über 700 Linien. An Werktagen werden rund 6 Millionen Fahrgäste befördert, etwa doppelt so viele wie von der London Underground. Im Gegensatz zur U-Bahn verkehren die Busse auf vielen Linien rund um die Uhr; das Nachtbusnetz umfasst über 100 Linien.
Die Buslinien werden von verschiedenen Verkehrsunternehmen betrieben (im Jahr 2006 insgesamt 23), doch die Festlegung der Routen, der Taktzeiten, der Tarife und auch der Fahrzeugausstattung fällt in die Zuständigkeit von Transport for London (TfL) als London Buses. Die Unternehmen bewerben sich bei Ausschreibungen um eine mehrjährige Konzession für den Betrieb der Linien. Finanzielle Anreize und Bußgelder sollen die Erbringung von guten Leistungen nach vorher festgelegten Kriterien fördern.
Auf vielen Linien verkehren die für London typischen roten Doppeldeckerbusse, wobei heute praktisch alle in der Niederflurtechnik erbaut sind. Die mit Hybridantrieb ausgerüsteten Busse werden gefördert, so dass die Anzahl dieser „grünen Busse“ stark ansteigt. Die traditionellen Busse des Typs Routemaster verkehren seit Dezember 2005 nur noch als Touristenattraktion auf der Linie 15; die historischen Fahrten werden zur Abgrenzung zu den „normalen“, weiterführenden Fahrten mit Niederflurbussen als 15H bezeichnet.
Vom 16. Mai 1931 bis zum 8. Mai 1962 verkehrten in London zahlreiche doppelstöckige Oberleitungsbusse. Sie sollten damals die Straßenbahn ersetzen, wurden aber ab den 1950er-Jahren ihrerseits durch Dieselbusse ersetzt.
Die Victoria Coach Station direkt südwestlich des Victoria-Bahnhofs ist der Endpunkt vieler Überland- und Fernbuslinien, sowohl in die nähere Umgebung Londons (z. B. zwei Linien nach Oxford im 10-Minuten-Takt) als auch zu Städten der gesamten Britischen Insel und Europas.

### Taxis
London ist bekannt für die großen – früher ausschließlich schwarzen – Taxis, die „Hackney Carriage“ oder „Black Cab“ genannt werden. Um die begehrten Taxilizenzen für die Innenstadt zu erhalten, müssen die zukünftigen Fahrer einen anspruchsvollen Test bestehen. Dabei müssen sie für eine „All London“-Lizenz sämtliche der rund 25.000 Straßen in einem Radius von sechs Meilen rund um Charing Cross auswendig kennen. Die Taxis in den Außenbezirken sind weniger stark reglementiert. Die Cabs werden pro Tag durchschnittlich zu 300.000 Fahrten genutzt. Neben den offiziellen Black Cabs gibt es inzwischen auch eine Reihe anderer Taxianbieter, die zwar eine moderne Fahrzeugflotte bieten, jedoch für die Beförderung meist einen wesentlich höheren Fahrpreis verlangen.

### Fahrradverleih
Seit Juli 2010 gibt es das öffentliche Fahrradverleihsystem Santander Cycles (bis März 2015 Barclays Cycle Hire), betrieben von Transport for London und ab April 2015 gesponsert von der Bank Santander UK, vorher von der Barclays Bank, mit über 10.000 Fahrrädern an 700 Stationen (Stand Februar 2015), welches ein einfaches Ausleihen und Zurückgeben von Fahrrädern für kurze Strecken ermöglicht.

### Zahl der Unfallopfer
Die folgende Tabelle listet die Zahl der Unfallopfer auf den Straßen von Greater London der letzten Jahre, gruppiert nach Grad der Verletzung. Durch die Einführung eines Online-Meldesystems für Unfallopfer sind die Daten seit einschließlich 2017 nur bedingt mit den vorausgehenden Jahren vergleichbar.
| Unfallgrad    | 2008   | 2009   | 2010   | 2011   | 2012   | 2013   | 2014   | 2015   | 2016   | 2017   | 2018   |
| ------------- | ------ | ------ | ------ | ------ | ------ | ------ | ------ | ------ | ------ | ------ | ------ |
| Tödlich       | 204    | 184    | 126    | 159    | 134    | 132    | 127    | 136    | 116    | 131    | 112    |
| Schwer        | 3.322  | 3.043  | 2.760  | 2.646  | 2.884  | 2.192  | 2.040  | 1.956  | 2.385  | 3.750  | 3.953  |
| Zwischensumme | 3.526  | 3.227  | 2.886  | 2.805  | 3.018  | 2.324  | 2.167  | 2.092  | 2.501  | 3.881  | 4.065  |
| Leicht        | 24.627 | 24.752 | 26.003 | 26.452 | 25.762 | 24.875 | 28.618 | 28.090 | 27.769 | 28.686 | 26.526 |
| Gesamtsumme   | 28.361 | 27.979 | 28.889 | 29.257 | 28.780 | 27.199 | 30.785 | 30.182 | 30.270 | 32.567 | 30.591 |

## Luftverkehr
London ist ein wichtiges Zentrum des internationalen Luftverkehrs. Die Stadt wird von sechs Flughäfen erschlossen: Heathrow, Gatwick, Luton, Stansted, City Airport und Biggin Hill.

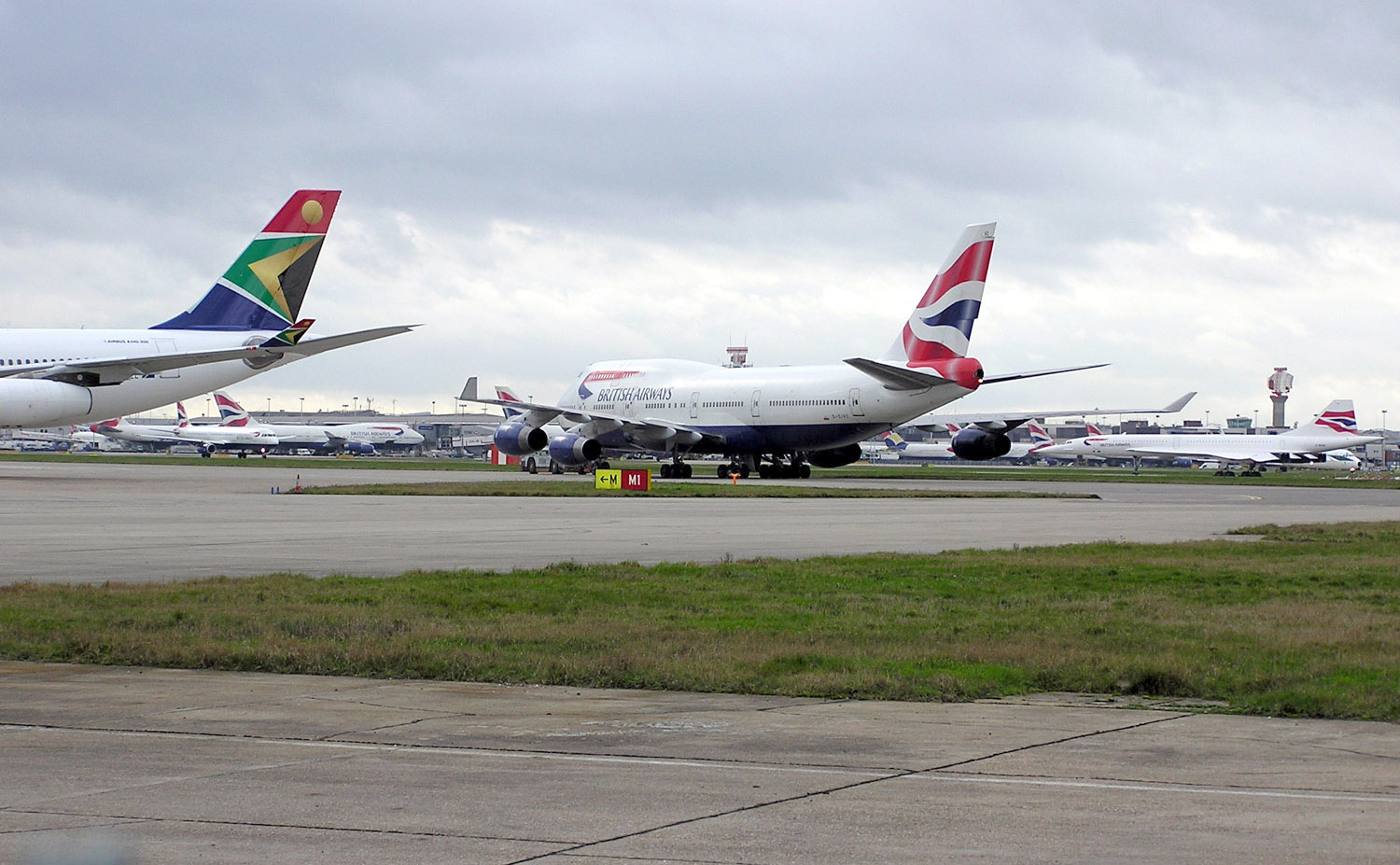
Flughafen London Heathrow

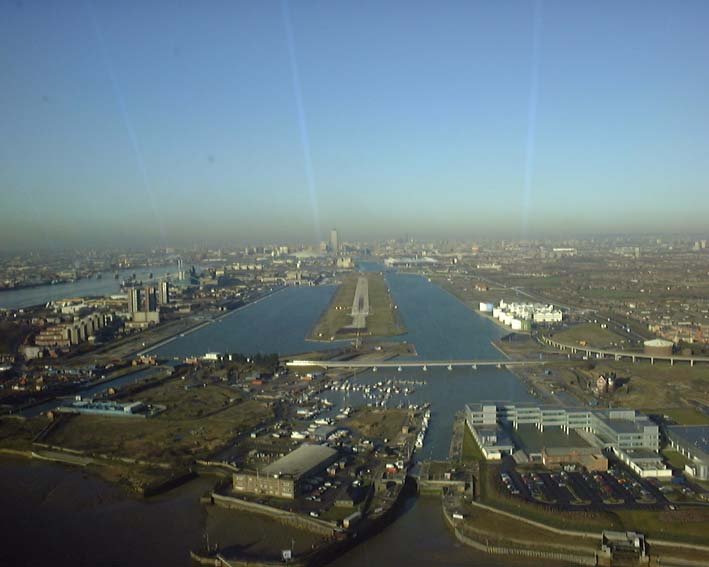
London City Airport

Heathrow Airport hat mit ca. 78 Millionen Fluggästen das größte Passagieraufkommen Europas und das sechstgrößte weltweit. Der Flughafen befindet sich am westlichen Stadtrand im Bezirk London Borough of Hillingdon, besitzt zwei Start- und Landebahnen sowie fünf Terminals. Erreichbar ist er mit dem Heathrow Express, mit der Piccadilly Line der U-Bahn sowie über die Autobahnen M4 und M25.
Gatwick Airport liegt ca. 40 km südlich des Stadtzentrums in der Grafschaft Surrey, auf halbem Weg nach Brighton. Europaweit hat er mit 30 Millionen Fluggästen das sechstgrößte Passagieraufkommen. Charterfluggesellschaften dürfen nicht von Heathrow aus fliegen und haben deshalb ihre Basis in Gatwick. Der Flughafen besitzt eine Landebahn und zwei Terminals. Erreichbar ist er mit den Zügen von Gatwick Express und Southern sowie über die Autobahn M23.
Am weitesten von London entfernt liegt Stansted Airport, ca. 55 km nordöstlich in der Grafschaft Essex. Mit einer Start- und Landebahn bewältigt er ein Passagieraufkommen von 20 Millionen jährlich. Er wird hauptsächlich von Billigfluggesellschaften angeflogen, daneben haben zahlreiche Frachtgesellschaften hier ihre Basis. Der Flughafen ist erreichbar mit dem Stansted Express und über die Autobahn M11.
Luton Airport liegt 45 km nordwestlich von London in Bedfordshire. Er verfügt über einen Terminal und eine relativ kurze Start- und Landebahn. Wie Stansted wird auch Luton hauptsächlich von Kurzstrecken-Billigfliegern bedient, jährlich wird er von rund 8 Millionen Fluggästen genutzt. Erreichbar ist der Flughafen über die Autobahn M1 und mit Thameslink-Zügen.
Am nächsten zum Stadtzentrum liegt der London City Airport, rund 10 km östlich der City of London in den Docklands. Er besitzt eine Start- und Landebahn und dient hauptsächlich dem Geschäftsreiseverkehr (ca. 3 Millionen Fluggäste jährlich). Erreichbar ist er vom östlichen Stadtzentrum aus in knapp 25 Minuten mit der Docklands Light Railway (DLR).
Biggin Hill im südöstlichen Stadtbezirk London Borough of Bromley wird ausschließlich von Privatflugzeugen angeflogen. Daneben existieren in und um London mehrere Flugplätze für privaten und kommerziellen Luftverkehr. Dies sind Northolt Aerodrome, Manston Airport, London Southend Airport und Farnborough Airfield.

## Schiffsverkehr

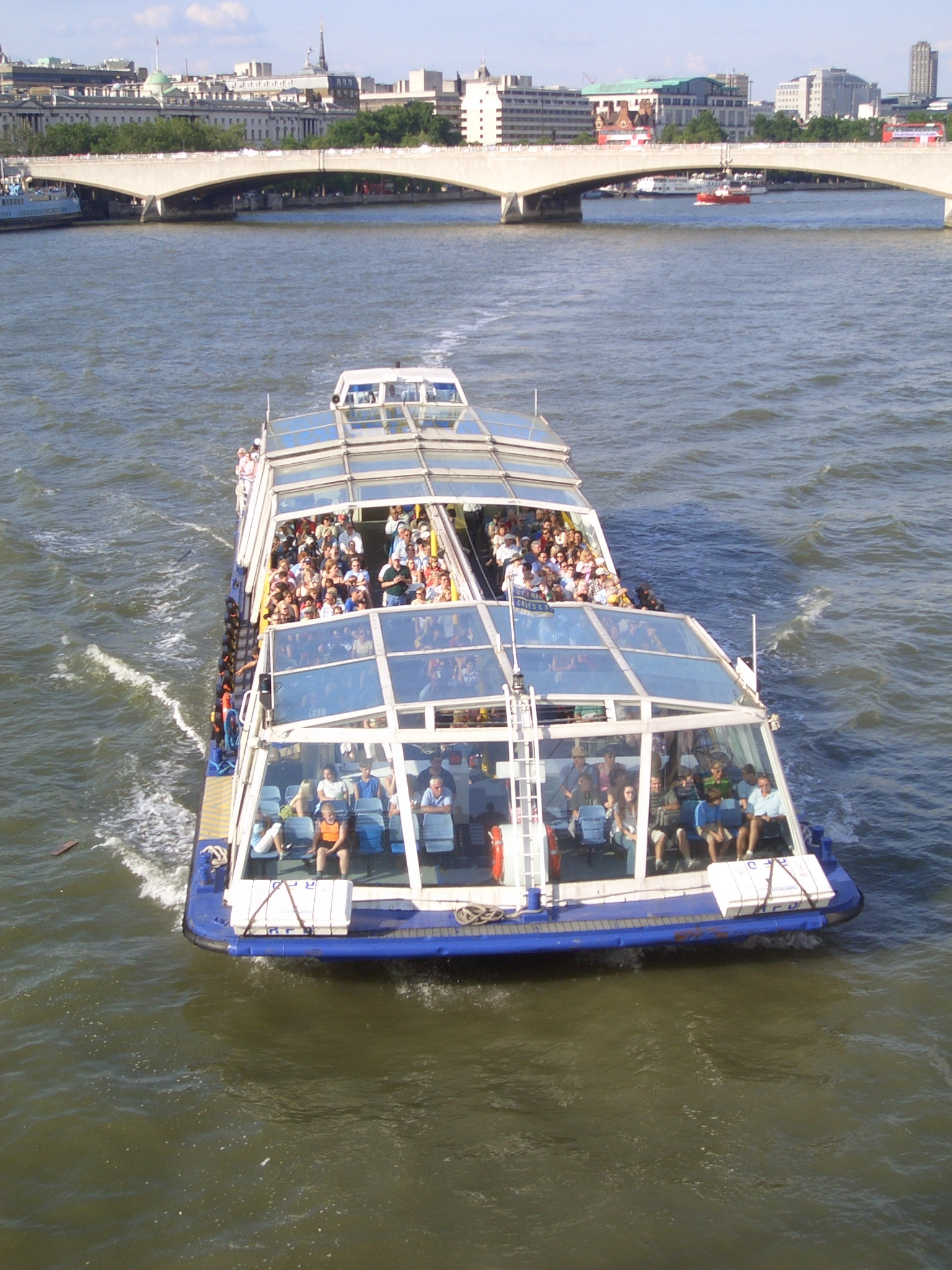
Ausflugsschiff auf der Themse

Für Seeschiffe ist die Themse bis zur London Bridge schiffbar, für größere Binnenschiffe flussaufwärts weit über Greater London hinaus. In früheren Jahrhunderten war die Themse der mit Abstand wichtigste Verkehrsweg. Heute sind einige reguläre Fähren, Linienschiffe und eine Vielzahl von Ausflugsschiffen auf dem Fluss im Einsatz. Zusätzlich verkehren einige Lastkähne mit Massengütern; ihr Anteil soll erhöht werden.
Mehrere Kanäle führen durch London, darunter der Regent’s Canal, der die Themse mit dem Grand-Union-Kanal und somit dem gesamten englischen Kanalsystem verbindet. Diese Kanäle werden nicht mehr für den Gütertransport genutzt, dafür jedoch von Freizeitskippern auf ihren narrowboats und Ausflugsschiffen.
Der Hafen von London in den Docklands im East End war einst der größte und geschäftigste des Landes. Doch er konnte keine Containerschiffe abwickeln, wurde aufgegeben und zerfiel. Stattdessen entstand bei Tilbury in der Grafschaft Essex ein neuer Hafen. Der Hafen von Tilbury wird von der Port of London Authority betrieben.